# Thayaht
Ernesto Michahelles (Firenze, 21 agosto 1893 – Marina di Pietrasanta, 29 aprile 1959) è stato un artista italiano.
Conosciuto con il nome d'arte di Thayaht, Ernesto Michahelles, con una costruzione formativa iniziale sostanzialmente da autodidatta e una successiva continua crescita basata sul suo ecclettismo, fu scultore, pittore, fotografo, disegnatore, architetto, inventore e orafo. Fu dunque un'artista estremamente poliedrico e innovatore, un antesignano di nuove sensibilità: la sua opera si distingue per le linee e le forme sintetiche, che attraverso una precisa geometria esprimono una squisita eleganza.
Fu Tommaso Marinetti ad arruolarlo nel Futurismo, insieme al fratello Ruggero Alfredo Michahelles, nome d'arte RAM. Operò, acquisendo da subito grande notorietà, anche nel campo della moda in seguito all'incontro, avvenuto a Parigi nel 1918, con Madeleine Vionnet per la quale disegnò capi con accostamenti cromatici e combinazioni geometriche innovative per l'epoca. È l'inventore, nel 1919-1920, con il fratello RAM, della tuta, (oltre alla certa ideazione dell'indumento, da molti gli viene attribuita anche la coniazione del neologismo, che trarrebbe spunto dalle sovrapposizioni estetiche del modello originario in cui si coglie il delinearsi di una T, poi di una U e infine di una A).

## Biografia
Scultore, pittore, disegnatore, inventore ed orafo, THAYAHT fu un artista estremamente eclettico ed innovatore, un antesignano di nuove sensibilità. La sua opera si distingue per le linee e le forme sintetiche, che attraverso una precisa geometria esprimono una squisita eleganza.
Ernesto Michahelles, in arte Thayaht, nasce a Firenze 21 agosto 1893 e trascorre l’infanzia e l’adolescenza nella villa di famiglia presso il Poggio Imperiale, già residenza e studio del suo bisnonno, il famoso scultore neoclassico americano, Hiram Powers. Avvia a Firenze gli studi liceali, che interrompe per proseguire la sua formazione all’Istituto tecnico, dove viene incoraggiato nel lavoro artistico.
Consolida la sua formazione artistica frequentando prima lo studio del pittore acquafortista Filippo Marfori Savini, e in seguito la scuola del pittore e ritrattista americano Julius Rolshoven, situata nel castello del Diavolo. Già nel 1915 inizia ad esporre i primi lavori sotto lo pseudonimo Cheak, decidendo così di dedicarsi completamente all’arte, sperimentando tutte le tecniche. A causa di una grave malattia epatica l’artista è costretto a interrompere per tre anni le sue ricerche, fino al 1919, data in cui si trasferisce a Parigi sollecitato da Diaghilev e Massine. In questa occasione prende i primi contatti per una collaborazione occasionale con la famosa casa di moda di Madeleine Vionnet per la quale nel 1919 progetta il logo, per poi diventare il consulente e designer dell’Atelier, influenzando la casa di moda nelle proprie scelte e condizionando la moda francese ed europea fino al 12 dicembre 1924. 
Nel 1920, rientrato a Firenze, progetta e diffonde affiancato dal fratello RAM, la TuTa, vestito universale per tutti e per ogni occasione, attraverso il quotidiano “La Nazione”. In questo anno conia anche il suo pseudonimo, il palindromo “Tayat”, subito dopo mutato in “Thayaht”. Risalgono a questo periodo le collaborazioni con la galleria fiorentina Cavalensi e Botti e la frequentazione della galleria-libreria di Errante Gonnelli, centro di cultura e d’arte d’avanguardia a Firenze.
Nel 1921, parte per gli Stati Uniti per completare il suo percorso di studi raggiungendo prima Boston poi Cambridge dove si trattiene presso l’Università di Harvard per seguire dei corsi sulla colorazione scientifica, simmetria dinamica e l’assoluto numerico tenuti dal Prof. Denman Ross.
Al suo rientro, lo stesso anno, conferma la sua collaborazione con l’Atelier di Madame Vionnet la quale offre all’artista un contratto come disegnatore per assicurarsi l’esclusiva delle sue creazioni.
Nel 1922 partecipa alla costituzione della “Corporazione delle Arti Decorative” a Firenze, allo scopo di favorire la collaborazione tra artisti e artigiani, e l’anno seguente partecipa alla “I Esposizione Internazionale d’Arti Decorative e Industriali Moderne” di Monza, con una serie di mobili da lui progettati ed esposti insieme alle sculture di Antonio Maraini. Nel frattempo acquista una casa in Versilia, a Marina di Pietrasanta, alla quale dà il nome di “Casa gialla”.
Negli anni 1924-25 partecipa con il fratello Ruggero alla formazione della Prima Corporazione di Belle Arti di Firenze, per la quale crea un vivace e moderno stendardo e vince, sempre insieme al fratello, il Concorso Nazionale di Scenografia per il nuovo allestimento dell'”Aida”.
Nel 1927 partecipa alla “III Esposizione Internazionale delle Arti Decorative e Industriali Moderne” di Monza e l’anno dopo è prescelto dal “Gruppo Nazionale Fascista della Paglia” come disegnatore di nuovi modelli di cappelli per uomo e donna.
Dal 1929 pubblicherà i suoi disegni su “Moda”, rivista ufficiale della “Federazione Nazionale Fascista Industria dell’Abbigliamento” e nello stesso anno, in maggio, viene presentato a Marinetti da Primo Conti, che a sua volta lo presenterà a Mussolini. In questa occasione Thayaht gli porta in dono l’effige del “Dux” in ferro acciaioso, ufficializzando così l’adesione al Futurismo. Nell’ottobre dello stesso anno si presenta alla mostra “Trentatre Futuristi”, presso la Galleria Pesaro di Milano con tre sculture e quindici dipinti.
Lo stesso anno viene premiato all’ “Esposizione Internazionale di Barcellona” aggiudicandosi la medaglia d’oro per la creazione della taiattite.
L’anno successivo partecipa alla “IV Esposizione Triennale Internazionale delle Arti Decorative ed Industriali Moderne” a Monza, dove espone arredi e oggetti in “taiattite”, una lega d’argento e alluminio di sua invenzione. Nel frattempo è invitato alla “XII Biennale Internazionale d’Arte” di Venezia, dove espone nella sala futurista sei sculture. Partecipa, inoltre, sia alla “Mostra Internazionale dell’Orafo”, dove presenta una vetrina con gioielli in taiattite.
Nel 1931 viene invitato alla “I Quadriennale d’Arte Nazionale” a Roma, dove espone la sua prima aeroscultura, “Vittoria dell’Aria”. Sempre nello stesso periodo organizza prima, insieme a Marasco, la Mostra Futurista Pittura, Scultura, Aeropittura, Arti Decorative, Architettura”, alla Galleria d’Arte a Firenze per il Gruppo Futurista Toscano, e poi è partecipa alla “Prima Mostra d’Aeropittura” con i futuristi Balla, Ballelica, Benedetta, Diulgheroff, Dottori, Fillia, Prampolini, Somenzi e Tato organizzata alla Galleria “La Camerata degli Artisti” a Roma. Il 10 aprile dello stesso anno compare su “Indice”, giornale genovese, la risposta di Thayaht ad un articolo di Ezra Pound sulla scultura futurista, in cui l’artista afferma che vi è la possibilità di illustrare i solidi in movimento attraverso una nuova tecnica, definita da lui “traiettiva”, che serviva a rappresentare su un piano un oggetto in tre dimensioni.
L’anno successivo, nel 1932, partecipa alla mostra “Enrico Prampolini et les Aeropeintres Futuristes Italiens” alla Galerie de la Renaissance di Parigi. Nel maggio dello stesso anno espone alla “XVIII Biennale di Venezia” la scultura il “Tuffo”. È inoltre pubblicata a Firenze la sua prima monografia, “Ernesto Thayaht” che sarà presentata da Marinetti, Antonio Maraini e Fortunato Bellonzi. Elabora, infine, sempre nel 1932 con il fratello RAM il “Manifesto per la trasformazione dell’abbigliamento maschile”.
Negli anni successivi parteciperà alle Biennali di Venezia, prima nel 1934 e poi nel 1936.
Dagli anni Quaranta in poi abbandona l’attività pubblica fiorentina per ritirarsi nella sua villa di Marina di Pietrasanta in Versilia, orientandosi i suoi temi verso le figure tahitiane di Paul Gauguin, che riscopre come grande colorista e come pittore simbolico alla ricerca di una vita semplice alle origini del mondo realizzando trasformazioni thayahtiane delle sue opere, come “liberazione dalla miserabile civilizzazione”.
Fra il 1956 e il 1959 passerà il tempo ad approfondire gli studi scientifici ed astronomici, iniziando ad interessarsi all’ufologia fondando il C.I.R.N.O.S
Muore a Marina di Pietrasanta (LU) il 29 aprile 1959 ed è sepolto a Firenze al cimitero degli Allori.

Biografia di Alessandra Scappini in collaborazione con l’Archivio THAYAHT & RAM di Firenze